# Patrik Wålemark
Jens Patrik Wålemark (Göteborg, 14 ottobre 2001) è un calciatore svedese, centrocampista del Lech Poznań in prestito dal Feyenoord.

## Biografia
Suo padre è l'ex calciatore Jens Wålemark. Suoi zii sono invece gli ex calciatori Bo Wålemark e Jörgen Wålemark.

## Caratteristiche tecniche
È un esterno destro.
È mancino ma gioca molto bene con entrambi i piedi. È un esterno veloce, punta molto sulla tecnica.

## Carriera

### Club
Wålemark è uscito dal settore giovanile del Qviding, squadra con sede a Göteborg. Ha debuttato in prima squadra nel 2018, annata in cui ha contribuito alla promozione dalla quinta alla quarta serie nazionale grazie anche ai suoi 8 gol in 21 partite. L'anno successivo, diciottenne, ha ulteriormente aumentato la propria produzione offensiva segnando 12 reti in 26 partite, le quali hanno aiutato il club ad ottenere la seconda promozione consecutiva.
A partire dalla stagione 2020 è approdato all'Häcken, altra formazione con sede a Göteborg ma militante nel massimo campionato svedese. Il suo debutto in Allsvenskan è avvenuto il 2 luglio 2020 in occasione del pareggio esterno per 0-0 contro l'Örebro. Due settimane più tardi, nella vittoria per 6-0 sull'Elfsborg, ha segnato su punizione la sua prima rete da professionista, oltre ad aver servito due assist ed essersi procurato un rigore nella stessa partita. Wålemark ha chiuso la sua prima annata in Allsvenskan con 3 reti e 4 assist in 21 presenze, mentre la squadra ha centrato il terzo posto e la conseguente qualificazione europea. Nelle 29 partite da lui disputate nell'Allsvenskan 2021, invece, ha totalizzato 9 gol e 7 assist.
Il 17 gennaio 2022 è stato acquistato dal Feyenoord, con cui ha firmato un contratto di quattro anni e mezzo.

### Nazionale
Ha giocato nella nazionale svedese Under-21.

## Statistiche
Statistiche aggiornate al 2 maggio 2021.

### Presenze e reti nei club
| Stagione        | Squadra         | Campionato      | Campionato | Campionato | Coppe nazionali | Coppe nazionali | Coppe nazionali | Coppe continentali | Coppe continentali | Coppe continentali | Altre coppe | Altre coppe | Altre coppe | Totale | Totale | Totale |
| Stagione        | Squadra         | Comp            | Pres       | Reti       | Comp            | Pres            | Reti            | Comp               | Pres               | Reti               | Comp        | Pres        | Reti        | Pres   | Reti   |        |
| --------------- | --------------- | --------------- | ---------- | ---------- | --------------- | --------------- | --------------- | ------------------ | ------------------ | ------------------ | ----------- | ----------- | ----------- | ------ | ------ | ------ |
| 2020            | Häcken          | A               | 29         | 9          | CS              | 3               | 1               |                    | -                  | -                  |             | -           | -           | 32     | 10     |        |
| 2021            | Häcken          | A               | 21         | 3          |                 | -               | -               |                    | -                  | -                  |             | -           | -           | 21     | 3      |        |
| Totale carriera | Totale carriera | Totale carriera | 50         | 12         |                 | 3               | 1               |                    | -                  | -                  |             | -           | -           | 53     | 13     |        |

## Palmarès

### Club

#### Competizioni nazionali
- Campionato olandese: 1

Feyenoord: 2022-2023
- Campionato polacco: 1

Lech Poznań: 2024-2025